# エターナル・フレーム
「エターナル・フレーム」(Eternal flame) は、1989年に全米で第1位となった、バングルスのヒット曲。邦題は「胸いっぱいの愛」。日本では結婚式のBGMなどで用いられる。

## 概要
ヴォーカルのスザンナ・ホフスと、ビリー・スタインバーグ、トム・ケリーの3人による共作である。スタインバーグとケリーは、マドンナの「Like a Virgin」、ハートの「Alone」、ホイットニー・ヒューストンの「So Emotional」、シンディ・ローパーの「True Colors」など数多くのヒット曲を生み出したソングライターコンビとして知られる。
レコーディングに際してスザンナ・ホフスは、ダイアナ・ロスに倣い暗いスタジオの中で全裸で歌った逸話がある。
1989年2月11日に発売してBillboard Hot 100で1位となり、イギリス、オランダ、オーストラリアなど9か国でシングルチャート1位となる。
日本では2009年のTBS系金曜ドラマ『ラブシャッフル』の挿入歌として使用された。

## カヴァー
- 松田聖子 - 1991年リリースのアルバム「Eternal」で日本語カヴァーとして収録。アルバムチャート3位を獲得。
- 長瀬智也 - 1997年、マイケル・ジャクソンプロデュースの「3T」と合わせた「Tomoya With 3T」名義で日本語カヴァー、日本テレビ系ドラマ『D×D』の主題歌にもなった。
- ウィーン少年合唱団 - ｢ヤクルト タフマン｣のCMソングに使用されている。
- アトミック・キトゥン - 2001年にリリース。UKシングルチャート1位を獲得。
- 渡辺美里 - 2002年リリースのアルバム「Café mocha 〜うたの木〜」に収録。
- オラトリー - 2002年リリースのアルバム「Beyond Earth」に収録。
- 安良城紅 - 2004年リリースのシングル「Infinite...」のカップリングに収録。
- NICOTINE - 2004年リリースのアルバム「Discovered」にロックアレンジされて収録。
- 安原麗子 - 元少女隊。シングルやアルバムでなく、2006年iTune Music Store 等で販売。
- Q;indivi starring Rin Oikawa - 2010年リリースのアルバム「Wedding Celebration」に収録。
- 藤田恵美 - 2010年、アルバム「camomile smile」に収録。
- Naomile - 2011年リリースのコンピレーションアルバム「BEAUTIFUL COVERS」に収録。